# Осуйское (Ржевский район)
Осуйское — деревня в Ржевском районе Тверской области, входит в состав сельского поселения «Медведево».

## География
Находится на берегу реки Осуга в 18 км на юго-запад от центра поселения деревни Медведево и в 30 км на юго-запад от Ржева.

## История
В 1806 году в селе была построена каменная Богородицерождественская церковь с 3 престолами, метрические книги с 1800 года. 
В конце XIX — начале XX века село входило в состав Павлюковской волости Ржевского уезда Тверской губернии. 
С 1929 года деревня являлась центром Осуйского сельсовета Ржевского района Ржевского округа Московской области, с 1935 года — в составе Калининской области, с 1994 года — в составе Пятницкого сельского округа, с 2005 года — в составе сельского поселения «Медведево».

## Население
| 1859 | 2002 | 2008 | 2010 |
| ---- | ---- | ---- | ---- |
| 101  | ↘9   | ↗10  | →10  |